# هسته قرمز
هستهٔ  قرمز از عناصر مهم سیستم حرکتی است. دسته‌ای از اکسون‌ها که از هستهٔ قرمز می‌آید، یکی از دو مجموعهٔ اصلی تارهای عصبی را درست می‌کند و پیام‌های حرکتی را از مغز به نخاع شوکی یاطناب نخاعی حمل می‌کند. هسته قرمز از بخش‌های مهم سیستم خارج هرمی است.

## عملکرد
در مهره‌داران بدون راه هرمی مشخص, حرکت اساساً توسط هسته قرمز کنترل می‌شود٬
ولی محلی که راه هرمی پدیدار شد (مثل در پریمات ها), rubrospinal tract که بخش جانبی راه غیر هرمی(راه نزولی که از هسته قرمز به طناب نخاعی می رود) می‌باشد  وستیجیال ممکن است تصور شود. پس در اینجا یعنی در انسان و پستاندارانی که از نظر تکامل جدیدترند هسته قرمز در کارهای حرکتی کمتر از پستانداران دیگر اهمیت دارد ولی چهار دست و پا راه رفتن نوزاد توسط هسته قرمز کنترل می‌شود هم چنین تاب خوردن دست به هنگام راه رفتن معمولی را هسته قرمز هدایت می‌کند. هسته قرمز ممکن که نقش اضافی در کنترل کردن عضلات شانه و بالای بازو را به وسیله پرتو افکنی‌های بخش مغناطیسی  بافت سلولی داشته باشد. در انسان‌ها هسته قرمز هم چنین کنترل پراکنده‌ای روی دست‌ها دارد چنانکه راه غیر هرمی در حرکات عضلانی وسیع بیشتر نقش دارد مانند همان در بازوها ولی نه در ساق پاها چون که طناب به قسمت فوقانی سینه‌ای طناب نخاعی منتقل می‌شود کنترل خوب انگشتان توسط هسته قرمز تعریف نشده‌است (این عمل به راه هرمی مربوط است).

## نگارخانه

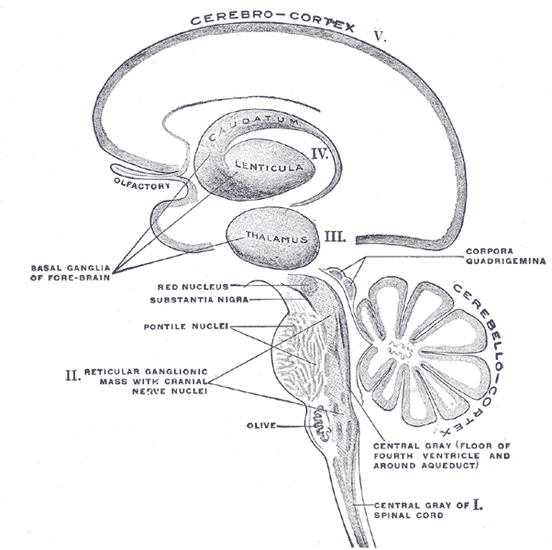
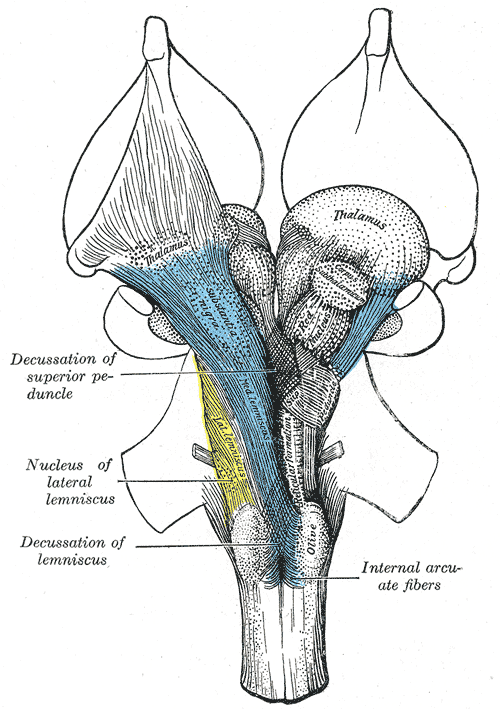
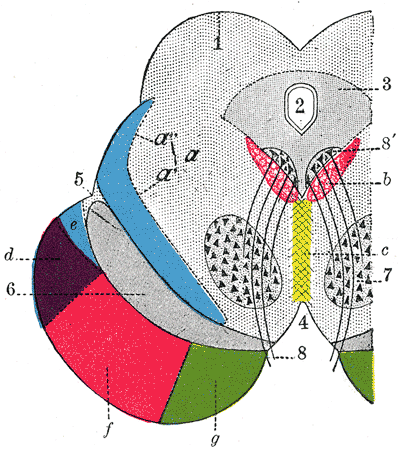
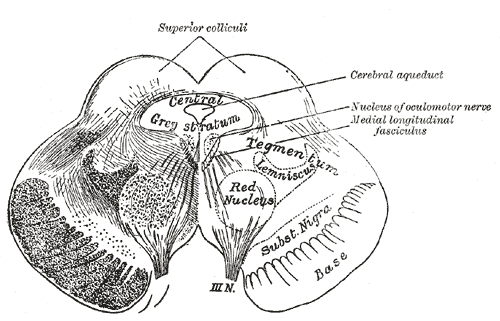
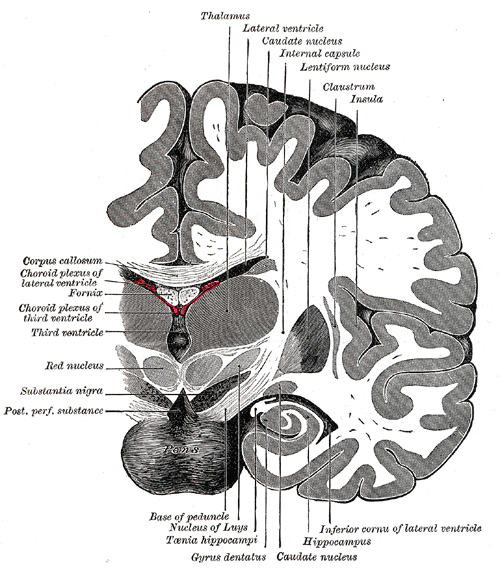
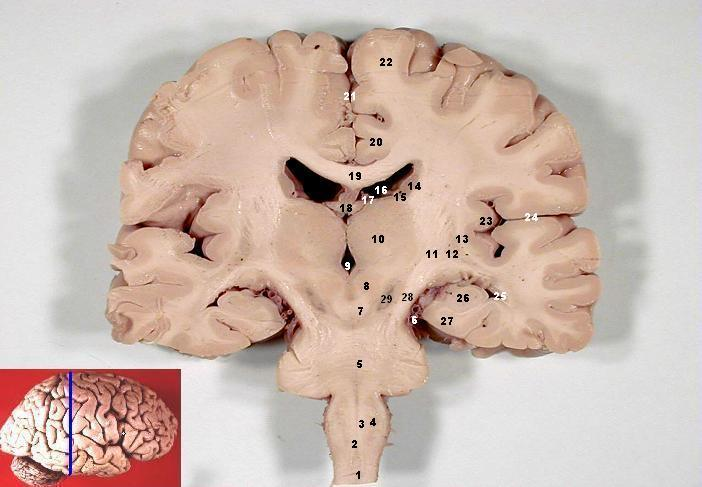
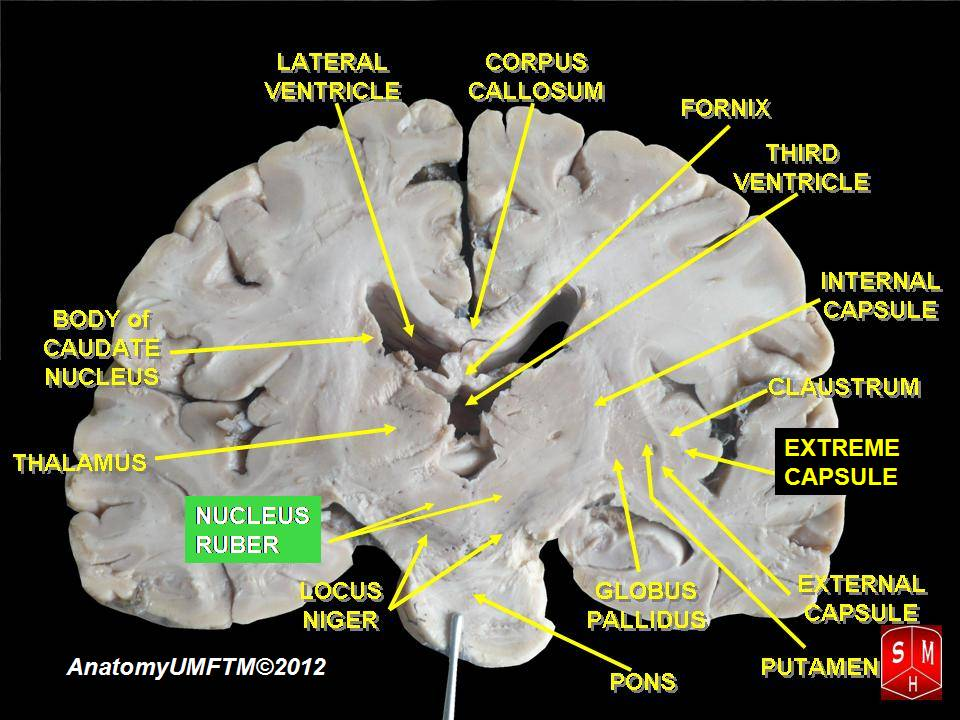